# Charlie (musicien)
Pour les articles homonymes, voir Charlie.
Charlie, de son vrai nom Carlo Marchino (né le 21 juillet 1964 à Rome), est un chanteur, musicien et producteur musical italien, actif dans les années 1990.

## Biographie
À l'âge de 5 ans, en 1969, il déménage de Rome à Milan avec sa famille, qui ouvre un magasin de maroquinerie. Après avoir obtenu son diplôme de géomètre, il aborde pour la première fois le punk, avec le groupe Xrated. Il collabore à partir de 1982 et pendant cinq ans avec Jo Squillo en tant que batteur et ingénieur du son. Parallèlement, il travaille au bureau de production de PolyGram et commence à écrire ses premières chansons, principalement en anglais.
Sa chanson Faccia da pirla, rejetée par Jo Squillo, plaît au producteur Michelangelo La Bionda, qui lui suggère de se proposer également comme interprète, affirmant qu'il a le visage adéquat pour la chanter. Le 45 tours sort en 1988 et atteint la première place du hit-parade italien en quelques semaines. Il y eut des spéculations selon lesquelles l'album était dédié à Jovanotti, une rumeur démentie par l'interprète lors d'une réunion au Plastic de Milan avec Jovanotti lui-même et la presse. La pochette de l'album, conçue par le producteur artistique Massimo Zucchelli, est réfléchie. La même année sort l'album Pirla Dance et le single Susy scusa, qui entre également dans les charts.
En 1989, le single Randa (Mamma non piangere) ne connaît pas le même succès, bien qu'il soit entré dans les charts italiens. En 1991, la chanteuse signe chez Psycho Records de Claudio Dentes et produit l'album Charlie Goes to Holiday (qui contient le single Giuseppe) avec des collaborations de musiciens connus, comme Elio, Jantoman, Faso et Feiez. En 1994, il sort l'album Fottiti, qui met fin à sa carrière de chanteur. Il a ensuite travaillé comme producteur musical, principalement dans le domaine de la danse, écrivant presque toutes les chansons du premier album de la chanteuse canadienne Sarina Paris en 2000 et produisant certaines des chansons de Mondo Marcio. En 2013, il collabore avec Magnolia en produisant la chanson Cook Me pour le programme télévisé MasterChef.

## Discographie

### Albums studio
- 1988 : Pirla Dance
- 1991 : Charlie Goes to Holiday
- 1994 : Fottiti!

### Singles
- 1988 : Faccia da pirla
- 1988 : Susy scusa
- 1989 : Randa (Mamma non piangere)
- 1991 : Mi han' ciulato la macchina/Sarebbe ora
- 1991 : Giuseppe/Tu sei l'amore
- 1992 : Depresso
- 1994 : Fottilo!